# Encyclia
Encyclia (em português: Encíclia) é um gênero de orquídeas (família Orchidaceae). Foi proposto por Hooker, e publicado em Botanical Magazine 55: pl. 2831, em 1828, quando descreveu sua espécie tipo, a Encyclia viridiflora, coletada no Rio de Janeiro por William Harrison. Até hoje esta espécie permanece um mistério pois nunca foi encontrada novamente, dela restando apenas um desenho. Pode tratar-se de espécie extinta, aberrante, ou estrangeira, citada por engano para Brasil  ou ainda de algum estranho e incomum híbrido natural.

## Etimologia
O nome deste gênero "''Encyclia" (Encycl.) deriva da latinização do verbo grego: εκυκλειν (enkyklein), que significa contornar, rodear; numa referência ao fato dos lobos laterais do labelo de suas flores envolverem a coluna.
Nome comum
- Orquídea mariposa

Sinônimos :
- Amphiglottis Salisb. 1812
- Anacheilium Hoffmanns. 1842
- Aulizeum Lindl. ex Stein 1892
- Dinema Lindl. 1831 |
- Epicladium Small 1913
- Hormidium Lindl. ex Heynth. 1841
- Microstylis Nutt. 1822
- Prosthechea Knowles & Westc. 1838

## Histórico
Por muitos anos Encyclia esteve subordinada a Epidendrum. A principal diferença entre estes dois gêneros está no labelo de suas flores, que em Epidendrum é fundido em toda a extensão da coluna, enquanto em Encyclia é livre, articulado levemente junto à base. Além disso, em regra, Epidendrum não apresenta pseudobulbos, e Encyclia sempre os têm. As poucas folhas destas costumam ser bastante longas coriáceas e lanceoladas enquanto em Epidendrum, normalmente são muitas, mais delgadas, e alternadas no caule. Por último, ao contrário de Encyclia, o rostelo de Epidendrum é sempre fendido.
Em 1961, Robert Louis Dressler submeteu diversos outros gêneros a Encyclia. Mais tarde estas plantas foram separadas novamente e passaram a ser classificadas em outros gêneros, entre eles Prosthechea e Dinema. Muitos desses gêneros têm flores que não ressupinam, com parte do labelo fundido à coluna, assim é fácil diferenciá-las de Encyclia. Recomendamos a leitura desses textos aos interessados em conhecerem o antigo conceito ampliado de Encyclia. Aqui tratamos de Encyclia como um grupo bastante restrito e homogêneo de espécies.

## Distribuição
Restaram em Encyclia cerca de cento e cinquenta espécies epífitas, ocasionalmente rupícolas, de crescimento cespitoso, espalhadas por quase toda a América, desde os Estados Unidos e Caribe até a Argentina, ocorrendo em diversos tipos de matas em regra abertas e quentes, com bastante luz, encontram-se também em campinas e florestas sazonalmente secas, desde o nível do mar até mil e quinhentos metros de altitude. Cerca de quarenta espécies registradas para o Brasil.

## Descrição
Quando sem flores é bastante difícil distinguir grande parte das espécies de Encyclia. Mesmo com flores muitas confundem-se, por outro lado as características comuns de todas estas espécies tornam o gênero facilmente distinto.
Quase a totalidade das Encyclia são plantas robustas que possuem pseudobulbos esféricos ou cônico-cilíndricos, com uma a quatro longas folhas, geralmente coriáceas e lanceoladas. As plantas variam desde espécies com apenas poucos centímetros até grandes, com quase um metro. A inflorescência que não nasce de espata, é apical, arqueada, delgada mas rija, paniculada ou racemosa, em regra com muitas flores, raro poucas. A maioria das espécies tem perfume agradável.
As flores não apresentam brácteas, geralmente são menores de quatro centímetros de diâmetro, comum esverdeadas, mas também há espécies amareladas, róseas, púrpura, marrons, e alvacentas. As pétalas e sépalas são similares, bem explanadas, quase sempre espatuladas, por vezes com extremidades acuminadas mas em regra arredondadas, bastante atenuadas para a base. O labelo é trilobado, livre, os lobos laterais alongados, eretos  aos lados da coluna, o mediano com venulações ou leves carenas, algumas vezes de margens onduladas, crespas ou reflexas, e face glabra ou aveludada. A coluna pode apresentar aurículas a antera é terminal e contém quatro polínias.
Este gênero é polinizado por abelhas e pássaros. É interessante notar que a conformação dos lobos laterais do labelo destas flores ajusta-se de maneira tal que quando um inseto ali pousa passam para o lado inferior da coluna impedindo que o labelo volte para sua posição anterior.

## Filogenia
É consenso entre a comunicade científica que manter o gênero Encyclia em separado dos outros generos citaods é indubitavelmente a melhor solução. Segundo a filogenia de Laeliinae publicada no ano 2000 em Lindleyana por Cássio van den Berg et al., Encyclia, Meiracyllium e Euchile, constituem um dos grandes clados de Laeliinae que situa-se entre os clados de Epidendrum e de Prosthechea, observando que de Prosthechea separam-nas alguns pequenos gêneros da América Central, tais como Hagsatera, Alamania, Dinema e Artorima e Nidema, e de Epidendrum os gêneros Meiracyllium e Euchile.

## Lista de espécies
- Encyclia adenocarpon
- Encyclia adenocaula
- Encyclia advena Brade 1935
- Encyclia aenicta Dressler & G.E.Pollard 1971.
- Encyclia alata
- Encyclia altissima -  islas Turks y Caicos
- Encyclia amanda (Ames) Dressler 1971.
- Encyclia ambigua (Lindl.) Schltr. 1914
- Encyclia amicta (L.Linden & Rchb.f.) Schltr. 1919
- Prosthechea apuahuensis (Mansf.) Van den Berg
- Encyclia aspera (Lindl.) Schltr. 1918
- Encyclia asperula Dressler & G.E.Pollard 1974
- Encyclia atrorubens (Rolfe) Schltr. 1918
- Prosthechea borsiana (Campacci) Campacci
- Encyclia bracteata (Barb.Rodr.) Schltr. ex Hoehne 1930
- Encyclia bractescens
- Encyclia brassavolae (Rchb.f.) W.E.Higgins
- Encyclia candollei (Lindl.) Schltr. 1914
- Encyclia cardimii Pabst 1977
- Encyclia caycencis   Islas Turks y Caicos
- Encyclia ceratistes (Lindl.) Schltr. 1919
- Encyclia chapadensis Menez. 1992
- Encyclia chiapasensis Withner & D.G.Hunt 1994
- Encyclia chloroleuca (Hooker) Neumann.
- Encyclia citrina  (La Llave & Lex.) W.E.Higgins
- Encyclia cochleata (L.) W.E.Higgins
- Encyclia cordigera
- Prosthechea crassilabia (Poepp. & Endl.) Carnevali & I.Ramírez
- Encyclia cyperifolia (C.Schweinf.) Carnevali & I.Ramírez 1993
- Encyclia dichroma
- Encyclia dickinsoniana (Withner) Hamer 1985
- Encyclia diota (Lindl.) Schltr. 1918
- Encyclia diurna (Jacq.) Schltr. 1919
- Encyclia domingensis
- Encyclia dressleriana
- Encyclia duveenii
- Encyclia edithiana L.C.Menezes 1996
- Encyclia ellegantula Dressler
- Encyclia expansa (Rchb.f. ) P.Ortiz 1991
- Prosthechea faresiana (Bicalho) W.E.Higgins
- Encyclia flabellifera Hoehne & Schltr. 1926
- Encyclia flava (Lindl.) Porto & Brade 1935
- Encyclia fowliei
- Encyclia fragrans  (Sw.) W.E.Higgins
- Encyclia fucata (Lindl.) Britton & Millsp. 1920
- Encyclia gallopavina (Rchb.f.) Porto & Brade 1986
- Encyclia glumacea
- Encyclia gracilis (Lindl.) Schltr. 1915
- Encyclia granitica
- Encyclia guatemalensis (Klotzsch) Dressler & Pollard 1971
- Prosthechea greenwoodiana (Aguirre-Olav.) W.E.Higgins
- Encyclia hanburyi (Lindl.) Schltr. 1914
- Encyclia howardii
- Encyclia inaguensis - Ilhas Turks e Caicos
- Encyclia incumbens
- Encyclia ionosma (Lindl.) Schltr. 1914.
- Encyclia isochila (Rchb.f.) Dod 1986
- Encyclia kautzkii (Pabst) W.E.Higgins
- Encyclia kennedyi (Fowlie & Withner) Hágsater 1973.
- Encyclia kingsii (C.D.Adams) Nir 1994.
- Encyclia kundergraeberi V.P.Castro & Campacci 1998.
- Encyclia jauana  (Carnevali & I.Ramírez) W.E.Higgins
- Encyclia lancifolia
- Encyclia lindenii  (Lindl.) W.E.Higgins
- Encyclia longifolia (Barb.Rodr.) Schltr. 1914
- Encyclia lorata Dressler & G.E.Pollard 1974
- Encyclia macdougali
- Encyclia mariae (Ames) W.E.Higgins
- Encyclia megahybos (Schltr.) Dodson & Hágsater
- Encyclia megalantha (Barb.Rodr.) Porto & Brade 1935
- Encyclia meliosma (Rchb.f.) Schltr. 1918
- Encyclia microbulbon
- Encyclia microtos (Rchb. f.) Hoehne 1952
- Encyclia moojenii (Pabst) W.E.Higgins
- Encyclia mooreana (Rolfe) Schltr. 1914
- Encyclia naranjapatensis Dodson 1977
- Encyclia navarroi[1]
- Encyclia nematocaulon (A.Rich.) Acuña 1939
- Encyclia neurosa (Ames) W.E.Higgins
- Encyclia ochracea ( Lindl. ) W.E.Higgins
- Encyclia oestlundii (Ames, F.T.Hubb. & C.Schweinf.) Hágsater & Stermitz 1983
- Encyclia oncidioides (Lindl.) Schltr. 1914
- Encyclia ortgiesii
- Encyclia osmantha (Barb.Rodr.) Schltr. 1914
- Encyclia ovulum
- Encyclia parviflora (Regel) Withner 1998
- Encyclia pastoris  (Lex.) Espejo & López-Ferr.
- Encyclia patens Hook. 1830
- Encyclia pauciflora (Barb.Rodr. ) C.Porto & Brade 1935
- Encyclia phoeicea
- Encyclia phoenicea
- Encyclia plicata Britt & Millsp. 1920
- Encyclia pollardiana (Withner) Dressler & G.E.Pollard 1971
- Encyclia polybulbon (Swartz) Dressler 1961
- Encyclia powellii
- Encyclia profusa (Rolfe) Dressler & Pollard 1971
- Encyclia punctifera (Rchb.f.) W.E.Higgins
- Encyclia pygmaea (Hook.) W.E.Higgins
- Encyclia pyriformis (Lindl.) Schltr. 1914.
- Encyclia randiana Linden & Rodg. Withner 2000
- Encyclia randii
- Encyclia remotiflora
- Encyclia replicata
- Encyclia rufa   Islas Turks y Caicos
- Encyclia seidelii Pabst 1976
- Encyclia selligera (Bateman ex Lindl.) Schltr. 1914
- Encyclia sintenisii
- Encyclia spatella (Rchb.f.) Schltr. 1924
- Encyclia spiritusanctensis L.C.Menezes 1991
- Encyclia stellata
- Encyclia suaveolens Dressler 1971
- Encyclia subulatifolia (A.Rich. & Galeotti) Dressler 1961
- Encyclia suzanensis  (Hoehne) W.E.Higgins
- Encyclia tampensis
- Prosthechea tardiflora Mora-Ret. ex Pupulin
- Encyclia trachycarpa
- Encyclia triangulifera (Rchb. f.) Acuña 1939.
- Encyclia truncata
- Encyclia unaensis
- Encyclia varicosa (Bateman) W.E.Higgins
- Encyclia wageneri
- Encyclia withneri
- Encyclia xipheres
- Encyclia xuxiana
- Encyclia yauaperyensis (Barb.Rodr.) Porto & Brade 1935